# Doppelbesäumkreissäge

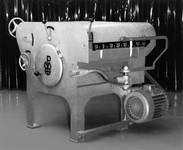
Doppelsäumer Baujahr 1948

Eine Doppelbesäumkreissäge, kurz Doppelbesäumer oder Doppelsäumer genannt, ist eine klassische Maschine im Sägewerk und in der Sägeindustrie, mit der an Schnittholz in nur einem Arbeitsschritt ein sauberer Rand, der „Saum“, an zwei Seiten hergestellt wird.
Die Bezeichnungen Besäumkreissäge oder Säumer werden ebenfalls verwendet, sie sind jedoch ungenau, da sie Sägen bezeichnen können, die nur einen Rand pro Arbeitsschritt bearbeiten.
Wird ein Baumstamm mit einem Gatter oder einer Blockbandsäge in Bretter oder Bohlen aufgetrennt, so haben diese zunächst nur zwei plan geschnittene Flächen und am Rand noch die unregelmäßige Rinde des Baumstammes, die Baumkante oder Waldkante. Um diese beidseitig vorhandene Baumkante gerade und parallel abzuschneiden, wird eine Doppelbesäumkreissäge verwendet. Der Vorgang wird Besäumen genannt, die seitlich abfallenden Baumkanten heißen Spreißel oder Säumlinge. Diese Abfälle werden zeitgemäß meistens zur Herstellung von Hackschnitzeln oder Pellets verwendet.

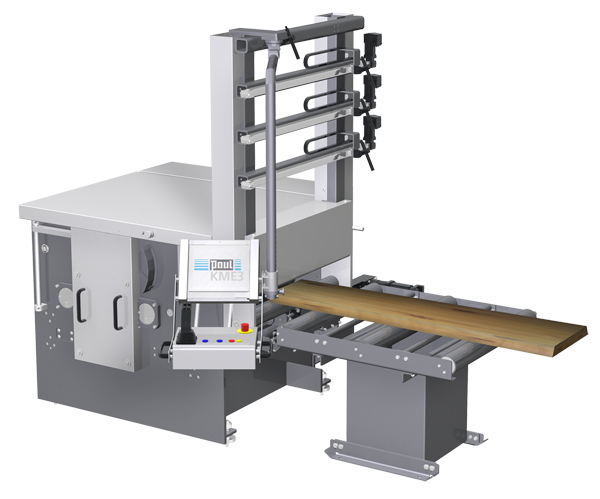
Moderne Doppelbesäum- und Auftrennkreissäge

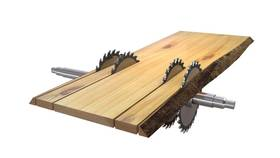
Häufig werden beim Besäumen noch gleichzeitig zusätzliche Trennschnitte gemacht

Die Maschinen haben eine rotierende, heutzutage meist mittels Elektromotor angetriebene Hauptwelle und meistens einen Ketten- oder Walzenvorschub. Auf der Hauptwelle läuft ein Sägeblatt mit fester Position und mindestens ein weiteres, das einfach zu verstellen ist, weil sich die verfügbare Besäumbreite nach nahezu jedem Werkstück ändert.
Doppelsäumer und Besäumkreissägen werden noch mehrheitlich von Hand und mit Augenmaß beschickt. Es gibt dazu jedoch als Hilfsmittel ausgefeilte Zubehöre wie Laserrichtlichte und programmierbare Breitenverstellungen. Vielfach werden mittlerweile computergesteuerte Beschickungsautomaten verwendet, die das Werkstück (Brett, Bohle) zuerst meistens optisch vermessen und die Maschine optimal darauf einstellen und beschicken.